# Polônia nos Jogos Olímpicos de Verão de 1968
A  Polônia competiu nos Jogos Olímpicos de Verão de 1968, na Cidade do México, no México.